# Solanum caripense
Solanum caripense är en potatisväxtart som beskrevs av Michel Félix Dunal. Solanum caripense ingår i släktet skattor som ingår i familjen potatisväxter. Inga underarter finns listade i Catalogue of Life.